# Miliusa glandulifera
Miliusa glandulifera är en kirimojaväxtart som beskrevs av Cecil Ernest Claude Fischer. Miliusa glandulifera ingår i släktet Miliusa och familjen kirimojaväxter. Inga underarter finns listade i Catalogue of Life.